# أيغيل كريستيانسن
أيغيل كريستيانسن (بالنرويجية البوكمول: Eigil Kragh Christiansen)‏ هو متسابق يخت نرويجي، ولد في 16 مايو 1894 في بورشغرون في النرويج، وتوفي في 12 يونيو 1943.

## وصلات خارجية
- أيغيل كريستيانسن على موقع أوليمبيديا (الإنجليزية)